# Christian Kouamé
Christian Michael Kouamé Kouakou (Abiyán, Lagunes, 6 de diciembre de 1997), conocido como Christian Kouamé, es un futbolista marfileño. Juega de delantero y su equipo es la ACF Fiorentina de la Serie A.

## Trayectoria
Debutó profesionalmente con el Prato en la Lega Pro el 6 de septiembre de 2015 contra el Pisa.
El 13 de julio de 2018 fichó por el Genoa de la Serie A.
El 31 de enero de 2020 fue cedido con opción de compra obligatoria a la ACF Fiorentina, que para el curso 2021-22 lo cedió al R. S. C. Anderlecht. Volvió a ser prestado en febrero de 2025, esta vez al Empoli F. C.

## Estadísticas

### Clubes
Actualizado al último partido disputado el 6 de abril de 2025.
| Club                                                                                                  | Div.          | Temporada     | Liga  | Liga  | Copas nacionales(1) | Copas nacionales(1) | Copas internacionales(2) | Copas internacionales(2) | Total | Total |
| Club                                                                                                  | Div.          | Temporada     | Part. | Goles | Part.               | Goles               | Part.                    | Goles                    | Part. | Goles |
| --- | ------------- | ------------- | ----- | ----- | ------------------- | ------------------- | ------------------------ | ------------------------ | ----- | ----- |
| A. C. Prato · Italia                                                                                  | 3.ª           | 2015-16       | 13    | 0     | 0                   | 0                   | —                        | —                        | 13    | 0     |
| A. C. Prato · Italia                                                                                  | Total club    | Total club    | 13    | 0     | 0                   | 0                   | 0                        | 0                        | 13    | 0     |
| A. S. Cittadella · Italia                                                                             | 2.ª           | 2016-17       | 16    | 2     | 0                   | 0                   | —                        | —                        | 16    | 2     |
| A. S. Cittadella · Italia                                                                             | 2.ª           | 2017-18       | 43    | 12    | 4                   | 1                   | —                        | —                        | 47    | 13    |
| A. S. Cittadella · Italia                                                                             | Total club    | Total club    | 59    | 14    | 4                   | 1                   | 0                        | 0                        | 63    | 15    |
| Genoa C. F. C. · Italia                                                                               | 1.ª           | 2018-19       | 38    | 4     | 1                   | 0                   | —                        | —                        | 39    | 4     |
| Genoa C. F. C. · Italia                                                                               | 1.ª           | 2019-20       | 11    | 5     | 1                   | 0                   | —                        | —                        | 12    | 6     |
| Genoa C. F. C. · Italia                                                                               | Total club    | Total club    | 49    | 9     | 2                   | 0                   | 0                        | 0                        | 51    | 9     |
| ACF Fiorentina · Italia                                                                               | 1.ª           | 2019-20       | 7     | 1     | 0                   | 0                   | —                        | —                        | 7     | 1     |
| ACF Fiorentina · Italia                                                                               | 1.ª           | 2020-21       | 33    | 1     | 3                   | 1                   | —                        | —                        | 36    | 2     |
| R. S. C. Anderlecht · Bélgica                                                                         | 1.ª           | 2021-22       | 31    | 8     | 5                   | 5                   | —                        | —                        | 36    | 13    |
| R. S. C. Anderlecht · Bélgica                                                                         | Total club    | Total club    | 31    | 8     | 5                   | 5                   | 0                        | 0                        | 36    | 13    |
| ACF Fiorentina · Italia                                                                               | 1.ª           | 2022-23       | 28    | 4     | 3                   | 0                   | 12                       | 1                        | 43    | 5     |
| ACF Fiorentina · Italia                                                                               | 1.ª           | 2023-24       | 23    | 2     | 3                   | 0                   | 12                       | 0                        | 38    | 2     |
| ACF Fiorentina · Italia                                                                               | 1.ª           | 2024-25       | 18    | 0     | 1                   | 0                   | 8                        | 1                        | 27    | 1     |
| ACF Fiorentina · Italia                                                                               | Total club    | Total club    | 109   | 8     | 10                  | 1                   | 32                       | 2                        | 151   | 11    |
| Empoli F. C. · Italia                                                                                 | 1.ª           | 2024-25       | 8     | 1     | 1                   | 0                   | —                        | —                        | 9     | 1     |
| Empoli F. C. · Italia                                                                                 | Total club    | Total club    | 8     | 1     | 1                   | 0                   | 0                        | 0                        | 9     | 1     |
| Total carrera                                                                                         | Total carrera | Total carrera | 269   | 40    | 22                  | 7                   | 32                       | 2                        | 323   | 49    |
| (1) Incluye datos de Copa Italia y Copa de Bélgica. (2) Incluye datos de Liga Conferencia de la UEFA. |               |               |       |       |                     |                     |                          |                          |       |       |

## Palmarés

### Torneos internacionales
| Título                    | Equipo          | Sede            | Año  |
| ------------------------- | --------------- | --------------- | ---- |
| Copa Africana de Naciones | Costa de Marfil | Costa de Marfil | 2023 |